# Necrilești
Necrilești – wieś w Rumunii, w okręgu Alba, w gminie Întregalde. W 2011 roku liczyła 137 mieszkańców.
W pobliżu wsi znajduje się jedyne w Rumunii krasowe jezioro: Lacul Ighiel.